# Mustafa ben Yusuf
Mustafa ben Yusuf al Mahmud ed Din was een 15e-eeuwse Tunesische piraat met de bijnaam Al-Borani, wat in het Turks 'storm' of 'orkaan' betekent. Het is echter ook de naam van een traditioneel gerecht uit de Arabische keuken, een groentelasagne genaamd Al-borania.
Volgens sommige historische geschriften vestigde hij zijn uitvalsbasis op het Mediterrane eiland Alboran, waaraan hij zijn naam ontleent, tijdens de uitbreiding van het Ottomaanse Rijk in Noord-Afrika. Het doel was om de bevoorrechte strategische positie van het eiland te plunderen en christelijke schepen die naar of van de Straat van Gibraltar voeren te plunderen, om zich daar te beschermen tegen het slechte weer.
Men vermoedt dat hij momenteel op het eiland begraven ligt, aangezien er buiten de begraafplaats een ongemarkeerd graf is dat aan deze zeerover wordt toegeschreven. Dit feit is echter niet bewezen.